# Harálabos Papadiás
Charalambos Papadias (řecky Χαράλαμπος Παπαδιάς) (* 24. ledna 1975 Athény) je bývalý řecký sportovec, atlet, sprinter, halový mistr světa na 60 metrů z roku 1997.
V roce 1996 při svém startu na halovém mistrovství Evropy v běhu na 60 metrů obsadil čtvrté místo. O rok později v Paříži se v této disciplíně stal halovým mistrem světa v osobním rekordu 6,50 s. Na mistrovství Evropy v Budapešti obsadil ve finále běhu na 100 metrů třetí místo. Ze stejné sezóny pochází jeho osobní rekord na 100 metrů 10,15 s.